# Alain Baudry
Pour les articles homonymes, voir Baudry.
Alain Baudry, né le 22 septembre 1944 et mort le 26 juillet 2018 à Paris, est un éditeur universitaire français.

## Biographie
Après des études de droit et de lettres, il est appelé, en 1964, à collaborer à la première grande librairie universitaire sur le campus de Montréal, où il fonde la collection littéraire « Musique en Nouvelle France ».
De retour en France en 1971, il reprend ultérieurement la « Librairie Marceau », spécialisée dans les livres anciens, avenue Marceau, dans le 8e arrondissement de Paris.
En 1984, il reprend la société « Aux Amateurs de Livres International », no 2 de l'exportation d'ouvrages français, vers les bibliothèques universitaires des États-Unis, du Canada et du Japon, y adjoignant une activité d'agence d'abonnements. Il y ajoute par la suite, une activité éditoriale de thèses littéraires d'auteurs français des XVIIe siècle et XVIIIe siècle, et crée des revues spécialisées dans cette période.
En 1990, il décide de reprendre les Éditions Klincksieck, fondées en 1842 rue de Lille, à Paris. Il déménage le siège des éditions en rachetant la « Boutique des cahiers » de Charles Péguy, rue de la Sorbonne. Le fond des éditions (1,3 million de volumes) est déplacé dans l'ancienne abbaye cistercienne du XIIe siècle, de Droiteval, dans les Vosges.
Il est fait Chevalier des Palmes Académiques la même année par Lionel Jospin.[réf. nécessaire]
De 1990 à 2000, il édite de très nombreux ouvrages et thèses universitaires de renom, dans des domaines aussi différents que les langues orientales et anciennes, l'archéologie, la musicologie, l'histoire des littératures et des idées, l'étymologie, l'esthétique, l'histoire de l'art et l'iconographie, la philologie, l'histoire du livre et des bibliothèques, l'histoire des religions. Il est également le diffuseur des revues de nombreuses sociétés savantes.
En 1994, son groupe intègre les éditions Cicero (théâtre classique) et la maison Didier érudition (collections d'études anglaises, germaniques et littératures comparées).
Après la vente du groupe Klincksieck, en 2000, aux éditions Les Belles Lettres, il reste dans l'édition en fondant en 2006, la société Alain Baudry et Cie qui publie notamment la collection « République des Lettres, République des Arts », sous l'autorité de Marc Fumaroli de l'Académie française.
En près de 50 ans, Alain Baudry aura, sous différentes enseignes, édité près de 2200 titres, créé 97 collections et diffusé 67 revues littéraires.